# Вісуддхімагга
«Вісуддхімагга» (палі: visuddhimagga IAST) або «Шлях очищення» — палійський трактат найвизначнішого тхеравадського мислителя Буддхагхоші. Написаний у V столітті на Шрі-Ланці. Твір вважають найзначущішим текстом поза каноном Трипітаки, а також повним і послідовним її тлумаченням. Багато в чому класичний вид тхеравади завдячує праці Буддагхоші, оскільки в ній відбито найбільш класичну форму тхеравади.

## Опис
Під очищенням у «Вісуддхімагзі» розуміється пробуджений стан свідомості — нірвана. Процес очищення є основою практики. Очищення — один із трьох компонентів практики нарівні з медитативною концентрацією (самадхі) і проникливістю (ґ'яна). Усі три частини взаємопов'язані, розвиток однієї з них веде до розвитку двох інших. Особливо важливою є підготовка до медитації. Тут порушується питання про зведення правил поведінки (Віная): суворіші приписи для ченців і менш суворі для мирян. Сутність практики чистоти полягає також у підготовці до медитації та виключенні надалі непотрібних думок, які заважають зосередитись. Крім того, «Вісуддхімагга» містить низку вказівок на прихильності, які перешкоджають практиці, а також про корисність санґги як важливої умови практики.
Переходячи ближче до практики, детально розібрано об'єкти. Оскільки увага звичайної людини не сфокусована і думки схильні блукати, то пропонується вибрати один конкретний об'єкт для того, щоб концентрувати увагу лише на ньому. Об'єкти також мають свою класифікацію і відповідно до темпераменту для конкретної людини підбирається найбільш підхожий. Крім того, Буддхагхоша наголошує на важливості вчителя. При цьому вчитель не відповідальний за учня, він лише його друг та провідник на шляху, тут важливі його заслуги у практиці та його правильні поради. «Вісуддхімагга» послідовно описує, що відбувається з медитатором у процесі практики, його станом та відчуттям. Також є попередження про складнощі. Так, наприклад, страшні видіння якогось жахливого звіра можуть призвести до божевілля людей з нестійкою психікою. Але, продовжуючи шлях, медитатор повинен намагатися вийти за межі будь-яких образів.
Опис методики містить також постановку цілей для учня. Найчастіше практика передбачає зосередження на певному об'єкті, внаслідок чого відбувається ототожнення з ним, а потім і вихід за його межі. На шляху практики медитатор акцентує увагу на відчуттях, але після виходу всі відчуття зникають. У принципі, всі техніки можна загалом звести до досягнення стану нірвани як основної мети буддійської практики. Загалом, різні системи вводять свою класифікацію і термінологію, але те, що вони описують — суть одне, говорячи про ті методи, які використовують концентрацію на об'єкті, тобто дг'яну. Загалом, дг'яну можна розглядати як сукупність відчуттів і станів, що виникають під час споглядання об'єкта, іншими словами — це змінений стан свідомості, протилежний звичайному. «Вісуддхімагга» серед проявів дг'яни називає відсутність почуттів та усвідомлення фізичного тіла. Дг'яна поділяється на вісім рівнів за ступенем заглибленості в практику. На шляху цих рівнів медитатор поступово відмовляється від різного роду звичних йому відчуттів, а розум стає дедалі спокійнішим. Вже на сьомій дг'яні об'єктом розуму стає відсутність будь-яких об'єктів.
У цілому, проходження рівнів дг'яни є важливим етапом практики, проте, другорядним, порівняно з праджнею. Дг'яна розвиває керованість розуму, робить його спокійним для успішної практики праджні. Особливість дг'яни та її якісна відмінність від нірвани полягає в тому, що вона лише пригнічує неправильні спонукання та думки. Нірвана ж руйнує їх у корені, роблячи стан моральної чистоти природним і єдино можливим. За практики дг'яни неправильні дії стають неможливими тільки на момент практики, по її закінченні людина знову схильна до небезпеки оступитися. Нірвана приносить із собою руйнування его, разом з яким відмирають особистісні інтереси та мотиви поведінки.
У «Вісуддхімагзі» говориться, що в процесі практики медитатор приходить до того, що його свідомість є не що інше, як потік чи поле, на якому чергуються об'єкти та змінюються думки. Бачачи, що всі явища непостійні за своєю природою, учень осягає сутність речей і звільняється від кайданів ілюзій. Відзначається гострота спостереження, і надалі входження у споглядання здійснюється без будь-яких зусиль. Буддагхоша наводить докладні описи можливих станів за етапами. Враження від тієї смислової картини, яка лежить в основі практики, таке, що цілі та методи носять взаємопроникний характер. Сама практика описується як шлях, кожен момент якого є важливим кроком проживання. Мета ніби оживає і розгортається у вигляді чергування станів, від етапу до етапу. Таким чином, під час практики Чотири Благородні Істини знаходять своє підтвердження, поступово виявляючи себе. «Вісуддхімагга» закінчується описом стану «ніродга», який передує в ієрархії нірвані. Цей стан настає тоді, коли для свідомості об'єктом стає припинення її діяльності. Ніродха можлива лише за попереднього опанування вісьмома рівнями дг'яни.